# Stanisław Niezabitowski (pamiętnikarz)
Stanisław Niezabitowski herbu Lubicz (ur. 24 września 1641 we wsi Jatra na Nowogródczyźnie – zm. 26 lipca 1717) – polski szlachcic, rzekomy podczaszy kaliski, pamiętnikarz. 
Ukończył kolegium jezuickie w Nowogródku. Od 1670 roku pracował jako administrator (ekonom) w dobrach słuckich (księstwie słuckim) Bogusława Radziwiłła. Był deputatem z powiatu nowogródzkiego na  Trybunał Główny Wielkiego Księstwa Litewskiego w 1676, 1688 i 1692 roku.
Był wyznania ewangelicko-reformowanego, brał czynny udział w życiu religijnym parafii. 
Jest autorem Dziennika, który jest cennym źródłem informacji na temat realiów życia codziennego szlachty na Nowogródzczyźnie i Słucczyźnie w końcu XVII wieku.

## Twórczość
- Dzienniki 1695-1700, Wydawnictwo Naukowe Uniwersytetu im. Adama Mickiewicza w Poznaniu, Poznań 1998, 374 s., ISBN 83-232-0775-5.